# Comté de Walworth (Wisconsin)
Pour les articles homonymes, voir Comté de Walworth.
Le comté de Walworth est un comté situé dans l'État du Wisconsin aux États-Unis. Son siège est Elkhorn. Selon le recensement de 2010, sa population était de 102 228 habitants.

## Geographie

### Axes autoroutiers majeurs
- Interstate 43
- U.S. Highway 12
- U.S. Highway 14
- Highway 11 (Wisconsin)
- Highway 20 (Wisconsin)
- Highway 36 (Wisconsin)
- Highway 50 (Wisconsin)
- Highway 59 (Wisconsin)
- Highway 67 (Wisconsin)
- Highway 83 (Wisconsin)
- Highway 89 (Wisconsin)
- Highway 120 (Wisconsin)

### Comtés adjacents
Sens horaire, depuis le Nord :
- Comté de Waukesha (Nord-Est)
- Comté de Racine (Est)
- Comté de Kenosha (Est)
- Comté de McHenry (Illinois) (Sud-Est)
- Comté de Boone (Illinois) (Sud-Ouest)
- Comté de Rock (Ouest)
- Comté de Jefferson (Nord-Ouest)

## Démographie
Source: U.S. Census

Pyramide des âges du Comté de Walworth au recensement de 2000

Au recensement de 2000, la population était de 93 759 habitants dans le comté, pour 34 522 habitations et 23 267 familles. La densité de population était de 65/km². Il y avait 43 783 logements, soit une moyenne de 30/km².
La répartition ethnique était la suivante :
- 94,49 % de Blancs
- 6,54 % d'Hispaniques ou Latinos (de toutes origines)
- 0,84 % d'Afro-Américains
- 0,65 % d'Asiatiques
- 0,23 % d'Indiens d'Amérique
- 0,03 % d'îles du Pacifique
- 2,62 % d'autres origines
- 1,14 % d'origines multiples